# 三角臺灣蔣氏節蜱
三角臺灣蔣氏節蜱（学名：Taijutarus triangulus）为節蜱科台蔣氏節蜱屬下的一个种。